# حركة شعب جنوب إثيوبيا الديمقراطية
حركة شعب جنوب أثيوبيا الديمقراطية (بالأمهرية: የደቡብ ኢትዮጵያ ሕዝቦች ዴሞክራሲያዊ ንቅናቄ)‏ هو حزب سياسي إثيوبي، يقع مقره في أواسا.

## أعضاء بارزون
- كود سباركل
- تحديث القائمة

- هايلي مريام ديسالين
- سراج فيجيسا
- Shiferaw Shigute
- مفرحات كامل